# Jenny Silver
Jenny Silver (geboren als Jenny Maria Öhlund) (Ängelholm, 22 januari 1974) is een Zweedse zangeres.
Jenny Silver begon haar loopbaan in de danceband Candela. Ze zong in de band van 1991 tot 1997. Candela had grote successen vanaf 1994. Ze bereikte meerdere keren de Svensktoppen-list. Silver werd ook wel The Queen of the danceband genoemd en vergeleken met Lotta Engberg.
Silver heeft ook gezongen in de rockband Holden. Haar soloalbum 'Lyckling' kwam uit in 1997. Verder heeft Silver in de musicals Evita en Jesus Christ Superstar gespeeld. 
In mei 2007 werd het nummer 'Ett äventyr' uitgebracht in duet met Emrik Karlsson.

## Melodifestivalen
Jenny nam in 2010 deel aan Melodifestivalen, waar ze aantrad in de eerste halve finale met haar lied 'A place to stay'. Ze behaalde de achtste plaats. In 2011 deed ze weer mee aan Melodifestivalen dit keer met het lied 'Something in your eyes'. Met dit lied had ze meer geluk: ze haalde de tweedekansronde maar werd daarna uitschakeld.
In 2013 deed ze weer mee aan melodifestivalen: Samen met Pernilla Wahlgren en Hanna Hedlund zong ze het lied 'On top of the world' tijdens de tweede halve finale.